# Alcippe nipalensis
Az Alcippe nipalensis a madarak osztályának verébalakúak (Passeriformes) rendjébe és a Pellorneidae családjába tartozó faj.

## Rendszerezése
A fajt Brian Houghton Hodgson írta le 1837-ben, Mesia Siva Nipalensis néven.

## Alfajai
- Alcippe nipalensis nipalensis (Hodgson, 1837)
- Alcippe nipalensis stanfordi Ticehurst, 1930[2]

## Előfordulása
Dél- és Délkelet-Ázsiában, Banglades, Bhután, Kína, India, Mianmar, Nepál és Tajvan területén honos. A természetes élőhelye a szubtrópusi vagy trópusi síkvidéki és hegyi esőerdők, valamint magaslati cserjések. Állandó, nem vonuló faj.

## Megjelenése
Testhossza 12,5-13 centiméter, testtömege 13-18 gramm.

## Életmódja
Rovarokkal, nektárral és bogyós gyümölcsökkel táplálkozik

## Szaporodása
|  |